# Glu Glu
Glu Glu è stato un programma televisivo italiano per ragazzi, in onda dal 1997 al 1999 su RaiSat 2 e poi su RaiSat Ragazzi, in seguito replicato prima su Rai Gulp e successivamente su Rai YoYo.

## Il programma
Il programma era un contenitore nel quale si trovano storie e favole raccontate dai protagonisti, puntate di cartoni animati, momenti di manualità, ricette, documentari. Il programma era realizzato presso il centro di produzione Rai di Torino, la regia era di Roberto Valentini e l'autrice è stata Lucilla Giagnoni.

## Conduttori
1ª edizione del 1997-1998
Il programma andava in onda su RaiSat 2 condotto da Arianna Ciampoli e Renato Giordano.
2ª edizione del 1998-1999
Il programma andava in onda su RaiSat Ragazzi ed era condotto da Daniela Calò e Dado Coletti, al quale in seguito subentrò Gaia Zoppi.

## Personaggi
- Bruno Gambarotta: nei panni di "Nonno Bruno" che, insieme ai conduttori (suoi fantomatici nipoti), si cimentava nella realizzazione di semplici ricette di cucina, ovvero “I pasticci di Nonno Bruno”; inoltre era famoso per le sue storie di paura con le quali si divertiva a terrorizzare i suoi nipoti.
- Paolo Grasso: protagonista dell'"Arca di Glu Glu" in cui raccontava storie di animali, animate con il solo utilizzo di pupazzi realizzati con comuni oggetti (es. spugne, mollette, contenitori di plastica ecc..).
- Oreste Castagna: un carta storie di personaggi, interamente ritagliati da cartoncini colorati.
- Elisabetta Salvatori: racconta storie con pupazzi creati da lei; particolare era l'ambientazione delle sue storie all'interno di una valigia.
- Marco Gottardo: l'entomologo che aveva il compito di spiegare, in maniero molto semplice, il mondo degli insetti.
- Boris Vecchio e Giuseppe Giusto: i clown de “Il circo di Glu Glu” dove si esibivano in strampalati numeri circensi.
- Francesco Testa e Cristina Lastrego: gli artisti de “L'officina dei colori”, in cui mostravano semplici tecniche per disegnare e colorare.
- Fusako Yusaki: nei panni di "Zia Fusako", abile modellatrice di plastilina.

### Repliche
- Il programma è stato replicato varie volte su RaiSat Ragazzi, fino alla chiusura del canale avvenuta il 31 ottobre 2006. Qualche puntata venne riproposta successivamente su Rai Gulp, all'inizio delle sue trasmissioni, ma veniva mandato in un unico blocco senza cartoni. Nel 2010 RaiSat YoYo passò in chiaro sul digitale terrestre dopo aver concluso il contratto con Sky Italia e, a grande richiesta, il programma venne replicato interamente come contenitore di cartoni.